# 丘 (映画)
『丘』（おか、The Hill）は、1965年のイギリスのドラマ映画。監督はシドニー・ルメット、出演はショーン・コネリーとハリー・アンドリュースなど。レイ・リグビーとR・S・アレンによる同名舞台劇を原作とし、リグビー自身が脚本を担当している。

## ストーリー
第二次世界大戦下のアフリカのイギリス陸軍刑務所に5人の囚人が送られ、特務曹長に目を付けられて厳しい過酷な訓練を強いられた。ある日、新任看守ウィリアムズのサディスティックな仕打ちを受け、仲間のひとりが過労死してしまう。5人のうちのひとりであるロバーツは、このことを糾弾するために当局に立ち向かう。

## キャスト
囚人たち
- ジョー・ロバーツ： ショーン・コネリー
- ジョージ・スティーブンス：アルフレッド・リンチ（英語版）
- ジャッコ・キング：オジー・デイヴィス
- モンティ・バートレット：ロイ・キニア
- ジョック・マクグラス：ジャック・ワトソン（英語版）

管理側
- ウィルソン特務曹長（看守長）：ハリー・アンドリュース
- ハリス（看守）：イアン・バネン
- ウィリアムズ（看守）：イアン・ヘンドリー（英語版）
- 所長：ノーマン・バード（英語版）
- 軍医：サー・マイケル・レッドグレイヴ

## 映画賞受賞・ノミネート
| 賞               | 部門           | 候補                   | 結果       |
| ---------------- | -------------- | ---------------------- | ---------- |
| カンヌ国際映画祭 | パルム・ドール | シドニー・ルメット     | ノミネート |
| カンヌ国際映画祭 | 脚本賞         | レイ・リグビー         | 受賞       |
| 英国アカデミー賞 | 総合作品賞     |                        | ノミネート |
| 英国アカデミー賞 | 英国作品賞     |                        | ノミネート |
| 英国アカデミー賞 | 英国主演男優賞 | ハリー・アンドリュース | ノミネート |
| 英国アカデミー賞 | 脚本賞         | レイ・リグビー         | ノミネート |
| 英国アカデミー賞 | 撮影賞（白黒） | オズワルド・モリス     | 受賞       |